# Денні Гроппер
Денні Гроппер (івр. דני גרופר, нар. 16 березня 1999, Хайфа) — ізраїльський футболіст, захисник та півзахисник болгарського клубу «Лудогорець» та національної збірної Ізраїлю. Виступав також за клуб «Хапоель» (Тель-Авів). Чотириразовий чемпіон Болгарії, дворазовий володар Кубка Болгарії та триразовий володар Суперкубка Болгарії.

## Клубна кар'єра
Денні Гроппер народився 1999 року в місті Хайфа. Розпочав займатися футболом у юнацькій команді футбольного клубу «Маккабі» (Хайфа), пізніше грав у юнацьких командах клубів «Хапоель» (Хайфа) та «Іроні» (Нешер). У професійному футболі Гроппер дебютував 2018 року виступами за команду «Хапоель» (Афула), в якій грав до 2019 року, взявши участь у 30 матчах чемпіонату. З 2019 до 2022 року футболіст грав у складі клубу «Хапоель» (Тель-Авів). У 2022 році ізраїльський півзахисник перейшов до болгарського клубу «Лудогорець». У складі команди футболіст чотири рази поспіль став чемпіоном Болгарії, тричі став володарем Суперкубка Болгарії, та двічі став володарем Кубка Болгарії.

## Виступи за збірні
Протягом 2019—2020 років Денні Гроппер грав у складі молодіжної збірної Ізраїлю. На молодіжному рівні зіграв у 6 офіційних матчах.
У 2022 році Гроппер дебютував у складі національної збірної Ізраїлю. У складі національної збірної станом на середину червня 2025 року футболіст зіграв 9 матчів, у яких забитими голами не відзначився.

## Титули і досягнення
- Чемпіон Болгарії (4):

«Лудогорець»: 2021–2022, 2022–2023, 2023–2024, 2024–2025
- Володар Кубка Болгарії (2):

«Лудогорець»: 2022–2023, 2024–2025
- Володар Суперкубка Болгарії (3):

«Лудогорець»: 2022, 2023, 2024